# 博阿诺瓦
博阿诺瓦是巴西巴伊亚州的一个市镇。总面积856.886平方公里，总人口16003人，人口密度18.7人/平方公里。